# Rawon
El rawon (javanès: ꦫꦮꦺꦴꦤ꧀) és una sopa de vedella típica d'Indonèsia, concretament de la Java Oriental. L'ingredient principal és la nou keluak, que la dota d'un color fosc i de gust de nou.

## Història
És un dels plats documentats més antics de la cuina javanesa. La primera menció data del 901, durant el Regne de Mataram, en una antiga inscripció javanesa en què se'n deia rarawwan.

## Ingredients

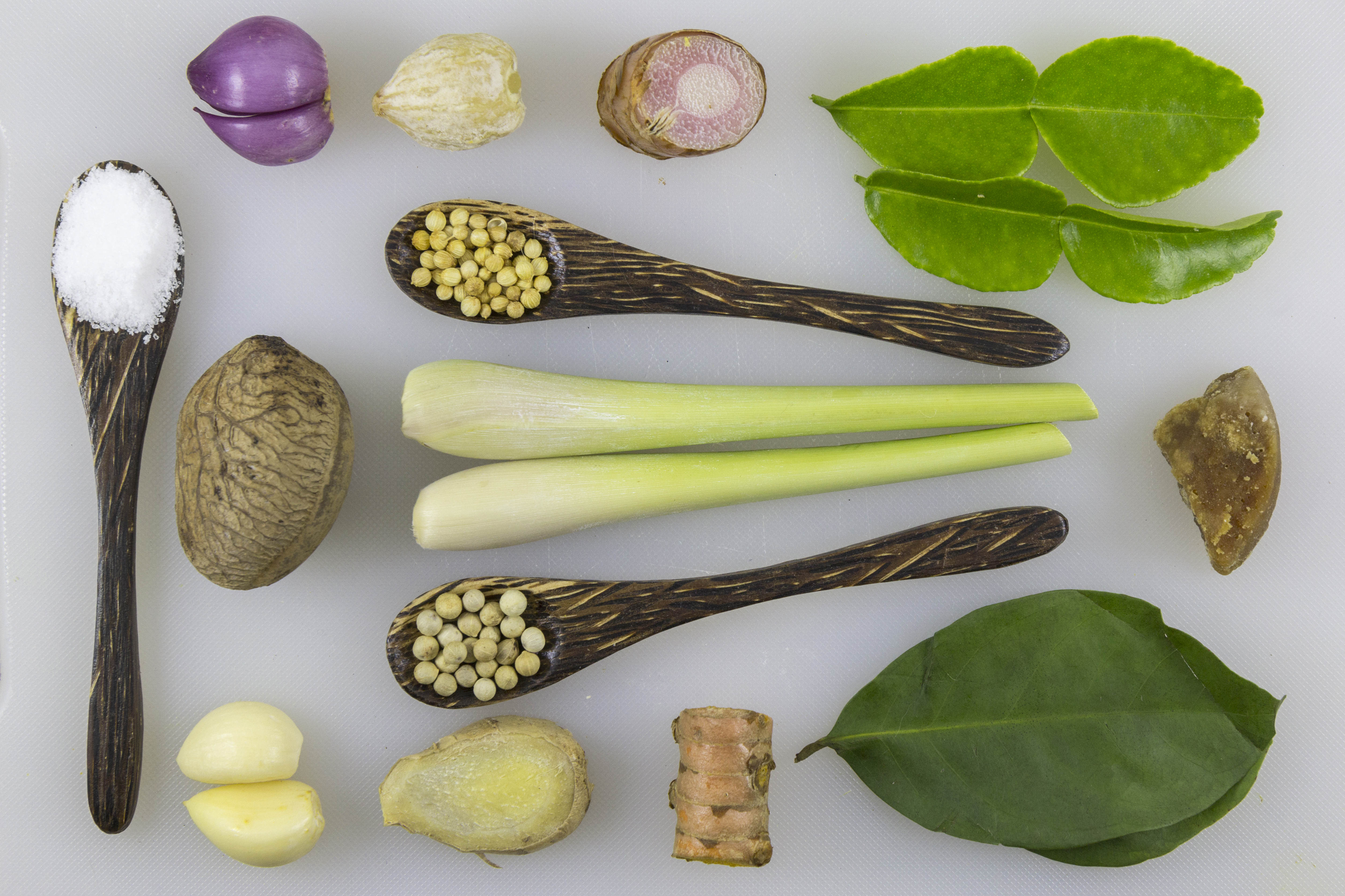
Les espècies, herbes i condiments que s'utilitzen habitualment per a fer rawon.

La sopa es compon d'una barreja d'all, escalunyes, nous keluak, gingebre, canelobre, cúrcuma, xili vermell i sal. Aquesta mescla és molta, saltada amb oli i després abocada al brou de vedella bullit amb rodanxes de vedella tallades a daus.
S'hi solen afegir els següents condiments: sucre, llimona, galanga i fulles de llorer i kaffir. El to negre característic del rawon ve de les nous keluak, que són l'espècia principal de l'elaboració. La sopa se sol guarnir de ceba verda i escalunya fregida, i se serveix acompanyada d'arròs. També es pot complementar amb brots de soja, ou d'ànec salat, krupuk i fesolets.

## Variants
Hi ha diverses variants de rawon, la més popular de les quals és la de Surabaya. A banda, se'n ven una anomenada rawon setan (lit. ‘rawon del diable’) com a àpat de nit als warung, establiments de menjar indonesis, concretament de mitjanit fins a l'alba, les hores en què els diables presumptament deambulen pel món terrenal.
Contràriament a la recepta general, a la província de Bali el rawon no duu keluak, així que és marró en lloc de negre. A més a més, com que els balinesos són majoritàriament hindús, tendeixen a preferir la carn de porc a la vedella.